# Гальярда
Гальярда (итал. gagliarda, фр. gaillarde — буквально «весёлая», «бодрая») — старинный танец итальянского происхождения, распространённый в Европе в конце XV—XVII вв., а также музыка к этому танцу.

## Музыка
Первые дошедшие до нас ноты гальярды относятся к 1529 г.
Для гальярды XVI века были характерны
- умеренно быстрый темп,
- трёхдольный метр (размер 3/2, 3/8 или 6/8),
- аккордовый склад,
- ритмический рисунок.

Гальярда часто исполнялась после паваны, варьируя её мелодический рисунок. Такие двухчастные циклы часто встречались в сборниках танцев для различных инструментальных составов. Они подготовили появление многочастных сюит для клавесина, лютни или оркестра. В сюитах павану и гальярду заменили аллеманда и куранта.
Музыкальные композиции в стиле гальярды писались и исполнялись и много позже того, как танец перестал быть популярным. Гальярда могла быть отдельной клавирной пьесой (особенно часто в английской музыке) или частью инструментального цикла. При этом гальярда потеряла танцевальный характер: темп стал медленным, в фактуре изложения большую роль приобрели полифонические приёмы.
Интересно, что «гальярдный» ритм 6/8 и сейчас можно услышать, например, в гимне Великобритании «Боже, храни Королеву».

## Танец
По своему происхождению гальярда — народный танец, однако в конце XV века её стали танцевать и при дворе. В XVI—XVII веках гальярда была одним из самых распространённых танцев в Англии, Франции, Испании, Германии, Италии. Первые записи основных движений гальярды были сделаны итальянскими хореографами Фабрицио Карозо и Чезаре Негри.
В 1589 г. Туано Арбо в своей книге «Орхесография» описал мотивы и движения многих гальярд: «La traditore mi fa morire», «Anthoinette», «Baisons-nous belle», «Si j’aime ou non», «La fatigue», «La Milanaise», «J’aimerais mieux dormir seulette», «L’ennui qui me tourmente».
Клод Жервез опубликовал много гальярд в своих танцевальных сборниках, которые были изданы Пьером Аттеньяном, среди них «Gaillarde de la guerre» и «Gaillarde du ton de la guerre».

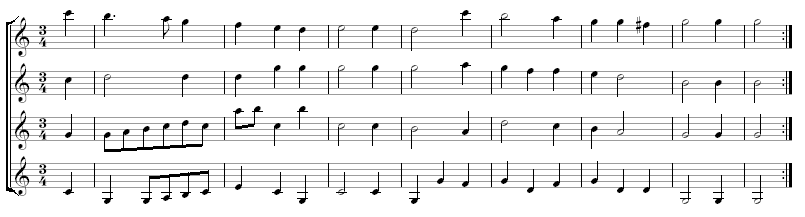
Гальярда, 1530 г.

Гальярда — весёлый танец с прыжками и скачками, его танцевали соло или парами. Основное па гальярды — «пять шагов» (поэтому во Франции гальярду называли cinq pas, а в Италии — cinque passi). Оно состоит из четырёх шагов и прыжка («каденции»), за которым следует позировка. Шаги, прыжок и позировка занимают как раз два полных такта по 3/4. Основное па выполняется попеременно то с левой, то с правой ноги. Если после прыжка свободная нога остаётся приподнятой назад, положение называется «руада» («правая руада», если это правая нога, и «левая руада», если левая). Шаг гальярды, когда ставят вперёд правую ногу и одновременно выносят вперёд и сгибают левую ногу, называется coupé или grue (журавлиный шаг). При вынесенной вперёд левой ноге это «левое grue», при правой — «правое grue». Если нога поднята не вперёд, не назад, а вбок, движение называется ru de vache (ляганье коровы). Ещё одно движение гальярды — «переступ» (правый или левый). При правом переступе делается небольшой шаг правой ногой вперёд, левая нога быстро подводится к правой, а правая тут же поднимается в воздух.
В руководстве Чезаре Негри описаны так называемые «прыжки с кисточкой» (salti del fiocco). В прыжке танцующий должен совершить разворот на 180 или 360 градусов, во время которого сделать движение ногой, чтобы лягнуть кисточку, подвешенную на высоте выше колена, но ниже талии.
Гальярда была любимым танцем королевы Англии Елизаветы I. Несмотря на энергичность этого танца, королева с удовольствием отплясывала гальярды, даже когда была уже немолода.